# Selección de fútbol sub-17 de Libia
La Selección de fútbol sub-17 de Libia es el equipo que representa al país en el Mundial Sub-17, en el Campeonato Africano Sub-17, en el Torneo Sub-17 de la UNAF y en la Copa Árabe Sub-17; y es controlado por la Federación de Fútbol de Libia.

## Participaciones

### Mundial Sub-17
| Año                         | Fase            | Posición        | PJ              | PG              | PE              | PP              | GF              | GC              |
| --------------------------- | --------------- | --------------- | --------------- | --------------- | --------------- | --------------- | --------------- | --------------- |
| China 1985                  | No se clasificó | No se clasificó | No se clasificó | No se clasificó | No se clasificó | No se clasificó | No se clasificó | No se clasificó |
| Canadá 1987                 | No se clasificó | No se clasificó | No se clasificó | No se clasificó | No se clasificó | No se clasificó | No se clasificó | No se clasificó |
| Escocia 1989                | No se clasificó | No se clasificó | No se clasificó | No se clasificó | No se clasificó | No se clasificó | No se clasificó | No se clasificó |
| Italia 1991                 | No se clasificó | No se clasificó | No se clasificó | No se clasificó | No se clasificó | No se clasificó | No se clasificó | No se clasificó |
| Japón 1993                  | No se clasificó | No se clasificó | No se clasificó | No se clasificó | No se clasificó | No se clasificó | No se clasificó | No se clasificó |
| Ecuador 1995                | No se clasificó | No se clasificó | No se clasificó | No se clasificó | No se clasificó | No se clasificó | No se clasificó | No se clasificó |
| Egipto 1997                 | No se clasificó | No se clasificó | No se clasificó | No se clasificó | No se clasificó | No se clasificó | No se clasificó | No se clasificó |
| Nueva Zelanda 1999          | No se clasificó | No se clasificó | No se clasificó | No se clasificó | No se clasificó | No se clasificó | No se clasificó | No se clasificó |
| Trinidad y Tobago 2001      | No se clasificó | No se clasificó | No se clasificó | No se clasificó | No se clasificó | No se clasificó | No se clasificó | No se clasificó |
| Finlandia 2003              | No se clasificó | No se clasificó | No se clasificó | No se clasificó | No se clasificó | No se clasificó | No se clasificó | No se clasificó |
| Perú 2005                   | No se clasificó | No se clasificó | No se clasificó | No se clasificó | No se clasificó | No se clasificó | No se clasificó | No se clasificó |
| Corea del Sur 2007          | No se clasificó | No se clasificó | No se clasificó | No se clasificó | No se clasificó | No se clasificó | No se clasificó | No se clasificó |
| Nigeria 2009                | No se clasificó | No se clasificó | No se clasificó | No se clasificó | No se clasificó | No se clasificó | No se clasificó | No se clasificó |
| México 2011                 | No se clasificó | No se clasificó | No se clasificó | No se clasificó | No se clasificó | No se clasificó | No se clasificó | No se clasificó |
| Emiratos Árabes Unidos 2013 | No se clasificó | No se clasificó | No se clasificó | No se clasificó | No se clasificó | No se clasificó | No se clasificó | No se clasificó |
| Chile 2015                  | No se clasificó | No se clasificó | No se clasificó | No se clasificó | No se clasificó | No se clasificó | No se clasificó | No se clasificó |
| India 2017                  | No se clasificó | No se clasificó | No se clasificó | No se clasificó | No se clasificó | No se clasificó | No se clasificó | No se clasificó |
| Brasil 2019                 | No se clasificó | No se clasificó | No se clasificó | No se clasificó | No se clasificó | No se clasificó | No se clasificó | No se clasificó |
| Indonesia 2023              | No se clasificó | No se clasificó | No se clasificó | No se clasificó | No se clasificó | No se clasificó | No se clasificó | No se clasificó |
| Total                       | 0/19            | 0º              | 0               | 0               | 0               | 0               | 0               | 0               |

### Campeonato Africano Sub-17
| CAF U-17 Championship | CAF U-17 Championship | CAF U-17 Championship | CAF U-17 Championship | CAF U-17 Championship | CAF U-17 Championship | CAF U-17 Championship | CAF U-17 Championship |              |
| Año                   | Ronda                 | J                     | G                     | E                     | P                     | GF                    | GC                    |              |
| --------------------- | --------------------- | --------------------- | --------------------- | --------------------- | --------------------- | --------------------- | --------------------- | ------------ |
| 1995                  | No participó          | No participó          | No participó          | No participó          | No participó          | No participó          | No participó          |              |
| 1997                  | No participó          | No participó          | No participó          | No participó          | No participó          | No participó          | No participó          |              |
| 1999                  | No clasificó          | No clasificó          | No clasificó          | No clasificó          | No clasificó          | No clasificó          | No clasificó          |              |
| 2001                  | No clasificó          | No clasificó          | No clasificó          | No clasificó          | No clasificó          | No clasificó          | No clasificó          |              |
| 2003                  | No clasificó          | No clasificó          | No clasificó          | No clasificó          | No clasificó          | No clasificó          | No clasificó          |              |
| 2005                  | Abandonó el torneo    | Abandonó el torneo    | Abandonó el torneo    | Abandonó el torneo    | Abandonó el torneo    | Abandonó el torneo    | Abandonó el torneo    |              |
| 2007                  | No clasificó          | No clasificó          | No clasificó          | No clasificó          | No clasificó          | No clasificó          | No clasificó          |              |
| 2009                  | No clasificó          | No clasificó          | No clasificó          | No clasificó          | No clasificó          | No clasificó          | No clasificó          |              |
| 2011                  | No participó          | No participó          | No participó          | No participó          | No participó          | No participó          | No participó          |              |
| 2013                  | No clasificó          | No clasificó          | No clasificó          | No clasificó          | No clasificó          | No clasificó          | No clasificó          |              |
| 2015                  | Abandonó el torneo    | Abandonó el torneo    | Abandonó el torneo    | Abandonó el torneo    | Abandonó el torneo    | Abandonó el torneo    | Abandonó el torneo    |              |
| 2017                  | No clasificó          | No clasificó          | No clasificó          | No clasificó          | No clasificó          | No clasificó          | No clasificó          | No clasificó |
| 2019                  | No clasificó          | No clasificó          | No clasificó          | No clasificó          | No clasificó          | No clasificó          | No clasificó          | No clasificó |
| 2023                  | No clasificó          | No clasificó          | No clasificó          | No clasificó          | No clasificó          | No clasificó          | No clasificó          | No clasificó |
| Total                 | 1/14                  | 5                     | 2                     | 2                     | 1                     | 10                    | 5                     |              |

### Copa Árabe Sub-17
| Año   | Ronda          | J            | G            | E            | P            | GF           | GC           |
| ----- | -------------- | ------------ | ------------ | ------------ | ------------ | ------------ | ------------ |
| 2011  | No participó   | No participó | No participó | No participó | No participó | No participó | No participó |
| 2012  | Fase de grupos | 3            | 0            | 0            | 3            | 2            | 8            |
| 2014  | No participó   | No participó | No participó | No participó | No participó | No participó | No participó |
| 2022  | Fase de grupos | 3            | 1            | 2            | 0            | 3            | 2            |
| Total | 2/4            | 6            | 1            | 2            | 3            | 5            | 10           |

### Torneo Sub-17 de la UNAF
| Año   | Ronda              | J                  | G                  | E                  | P                  | GF                 | GC                 |
| ----- | ------------------ | ------------------ | ------------------ | ------------------ | ------------------ | ------------------ | ------------------ |
| 2006  | No participó       | No participó       | No participó       | No participó       | No participó       | No participó       | No participó       |
| 2007  | 3º Lugar           | 3                  | 1                  | 1                  | 1                  | 1                  | 1                  |
| 2008  | 4º Lugar           | 3                  | 0                  | 0                  | 3                  | 1                  | 8                  |
| 2008  | Subcampeón         | 4                  | 2                  | 1                  | 1                  | 3                  | 4                  |
| 2009  | 3º Lugar           | 3                  | 2                  | 0                  | 1                  | 3                  | 1                  |
| 2009  | Abandonó el torneo | Abandonó el torneo | Abandonó el torneo | Abandonó el torneo | Abandonó el torneo | Abandonó el torneo | Abandonó el torneo |
| 2010  | No participó       | No participó       | No participó       | No participó       | No participó       | No participó       | No participó       |
| 2011  | No participó       | No participó       | No participó       | No participó       | No participó       | No participó       | No participó       |
| 2012  | No participó       | No participó       | No participó       | No participó       | No participó       | No participó       | No participó       |
| 2012  | Subcampeón         | 2                  | 1                  | 1                  | 0                  | 4                  | 3                  |
| 2014  | 4º Lugar           | 2                  | 0                  | 0                  | 2                  | 1                  | 4                  |
| 2015  | No participó       | No participó       | No participó       | No participó       | No participó       | No participó       | No participó       |
| 2016  | Fase de grupos     | 2                  | 0                  | 1                  | 1                  | 1                  | 3                  |
| 2017  | Subcampeón         | 3                  | 2                  | 0                  | 1                  | 6                  | 5                  |
| 2018  | 4º Lugar           | 3                  | 0                  | 1                  | 2                  | 1                  | 3                  |
| 2018  | Fase de grupos     | 2                  | 0                  | 0                  | 2                  | 0                  | 2                  |
| 2021  | 3º Lugar           | 2                  | 0                  | 0                  | 2                  | 3                  | 5                  |
| 2022  | 5º Lugar           | 4                  | 0                  | 0                  | 4                  | 1                  | 9                  |
| Total | 12/18              | 33                 | 8                  | 5                  | 20                 | 24                 | 47                 |